# بيت النبلاء
بيت النبلاء (بالروسية: Дворянское гнездо) هي رواية بقلم الكاتب الروسي أيفان تورغينيف نشرت في عدد يناير 1859 من مجلة سوفريمينيك. وتلقاها المجتمع الروسي بحماس وكانت أقل رواياته إثارة للجدل وأكثرها قراءة حتى نهاية القرن التاسع عشر. وتم تحويلها إلى فيلم من قبل أندري كونتشالوفسكي عام 1969.

## روابط خارجية
- بيت النبلاء على موقع الموسوعة البريطانية (الإنجليزية)